# César Macías
Pour les articles homonymes, voir Macías.
Macías  Estrada est un nom espagnol. Le premier nom de famille, en général paternel, est Macías ; le second, en général maternel, souvent omis, est Estrada.
César Macías Estrada, né le 17 septembre 2003 à Guadalajara, est un coureur cycliste mexicain.

## Biographie
César Macías est originaire de Guadalajara. Il pratique le cyclisme depuis l'âge de six ans. Dans les catégories de jeunes, il se distingue principalement sur piste en obtenant divers titres,. Il est multiple champion du Mexique dans cette discipline entre 2017 et 2020.
En 2021, il intègre l'équipe junior du Start Cycling Team, basé en Belgique. Cette structure accueille de jeunes cyclistes sud-américains qui veulent progresser en participant à des compétitions européennes,. La même année, il représente le Mexique aux championnats du monde juniors. Il prolonge son expérience européenne en 2022, mais au niveau continental. Pour ses débuts espoirs, il finit septième d'une course belge inscrite au calendrier de l'UCI. Il porte aussi les couleurs d'EvoPro Racing durant quelques mois.
En 2023, il rejoint la formation mexicaine Petrolike, qui prévoit de concourir sur le circuit européen. Lors de la saison 2024, il se distingue en remportant une étape du Tour du Frioul-Vénétie julienne. Il termine également quatrième d'une étape du Tour du Portugal, cinquième d'une étape du Tour d'Italie espoirs ou encore sixième du championnat panaméricain espoirs, grâce à ses qualités de sprinteur.
Durant l'année 2025, il obtient de nouveaux résultats au niveau professionnel en finissant quatrième d'une étape du Gran Camiño, sixième d'une étape du Tour d'Andalousie et du Tour des Abruzzes, huitième du Trofeo Palma et neuvième d'une étape du Tour de la Communauté valencienne. Chez les espoirs, il se classe troisième du Trofeo Piva, sixième de la Coppa della Pace, ou encore septième du Giro del Belvedere et du Trofeo Alcide Degasperi. 

## Palmarès sur route

### Par année
- 2023
  - 3e du championnat du Mexique sur route espoirs
- 2024
  - 4e étape du Tour du Frioul-Vénétie julienne
- 2025
  - 3e du Trofeo Piva

### Classements mondiaux
| Année            | 2022 | 2023 |
| ---------------- | ---- | ---- |
| UCI America Tour | 370e | 206e |